# Hypovolémie
 Mise en garde médicale
En médecine, l'hypovolémie désigne un déficit de sang, plus précisément du plasma sanguin, dans le système circulatoire. Il se traduit par une baisse de la pression artérielle et peut mener au collapsus cardio-vasculaire ou choc hypovolémique, qui peut entraîner rapidement la mort si aucun traitement n'est pratiqué.

## Symptômes
Outre la baisse de la pression artérielle, l'hypovolémie se traduit par une tachycardie, une pâleur de la peau et notamment des lèvres. Le patient se sent également nauséeux, est pris de vertige, a soif et peut perdre connaissance. Les symptômes cliniques peuvent ne pas apparaître jusqu'à une perte de 10 à 20 % du volume sanguin.

## Causes
Les cas typiques d'hypovolémie sont :
- l'hémorragie
- la déshydratation, soit par défaut d’apport (canicule), soit par perte trop importante (diarrhée, effets secondaires de médicaments diurétiques…)
- la vasodilatation excessive ou « hypovolémie relative », par exemple à la suite d'une libération massive d'histamine (choc allergique ou anaphylactique), ou à la suite d'une anoxie des muscles vasoconstricteurs (par exemple lors du relâchement d’un garrot)
- les brûlures, sur une surface importante
- les œdèmes
- l'hypertension
- l'envenimation par l'aspic

## Mécanismes compensateurs
Il existe plusieurs mécanismes de compensation et de restitution du volume plasmatique :

### Compensation
Le mécanisme de compensation principale est la vasoconstriction afin d'augmenter la Résistance Artérielle systémique (RAS). L'augmentation de la RAS sera privilégié pour certains organes (cœur, rein, système nerveux central...) et délaissé pour d'autres (muscles, peau, mésentère). Toutefois, le rein ne subit une vasoconstriction qu'à partir de 30% de perte de volume sanguin. 

### Reconstruction du volume plasmatique
Il y a un transfert de liquide du secteur interstitiel vers le secteur vasculaire capillaire avec un apport d'albumine dans le secteur vasculaire. Il a également une réabsorption de sel.

## Diagnostic
Le diagnostic se base sur une évaluation clinique, des analyse de sang et éventuellement d'autres examens complémentaires (ultrason, échocardiogramme). Le diagnostic chez les personnes âgés peut être rendu plus difficile dû à la présence de symptômes non-spécifique, mais la perte de poids aiguë est l'indicateur le plus spécifique chez cette population. Chez les enfants, l’hypotension est un signe tardif.
Il existe 3 stades du choc hypovolémique chez l'enfant décrit en pourcentage de perte de poids :
- Léger (5-10%)
- Modéré (10-15%)
- Sévère (15% et plus)

Il existe 4 stades du choc hypovolémique chez l'adulte :
|                        | Stade 1                                | Stade 2                           | Stade 3                          | Stade 4                                           |
| ---------------------- | -------------------------------------- | --------------------------------- | -------------------------------- | ------------------------------------------------- |
| Perte de sang          | Jusqu'à 15 % (750 ml)                  | 15 à 30 % (750 à 1500 XNUMX ml)   | 30 à 40 % (1500 à 2000 XNUMX ml) | Plus de 40 % (plus de 2000 XNUMX ml)              |
| Tension artérielle     | Normal (maintenu par vasoconstriction) | Augmentation de la TA diastolique | PA systolique < 100              | PA systolique < 70                                |
| Rythme cardiaque       | Normale                                | Légère tachycardie (> 100 bpm)    | Tachycardie (> 120 bpm)          | Tachycardie extrême (> 140 bpm) avec pouls faible |
| Fréquence respiratoire | Normale                                | Augmenté (> 20)                   | Tachypnéique (> 30)              | Tachypnée extrême                                 |
| État mental            | Normale                                | Légère anxiété, agité             | Altéré, confus                   | Diminution du LOC, léthargie, coma                |
| Peau                   | Pâle                                   | Pâle, frais, moite                | Augmentation de la diaphorèse    | Diaphorèse extrême; marbrures possibles           |
| Recharge capillaire    | Normale                                | différé                           | différé                          | Absent                                            |
| Sortie d'urine         | Normale                                | 20 à 30 mL/h                      | 20 mL / heure                    | négligeable                                       |

## Traitement
La rapidité d'intervention est très importante lors d'un choc hypovolémique. En premier lieu il est primordial de remplacer la perte volumique intravasculaire selon la cause. Si le choc hypovolémique est d'origine hémorragique (choc hémorragique donc) il faut essayer d'arrêter au plus vite la perte de sang et compenser la perte sanguine par des liquides intraveineux et si nécessaire par une transfusion sanguine.

### Les solutés de remplissage
En premier choix, les cristalloïdes comme le sérum physiologique (NaCl 0,9 %) et le liquide de Ringer. Les avantages sont la correction de la perte de liquide, leur faible coût et la sécurité par l'absence de réaction anaphylactoïde ; ils doivent être administrés dans un ratio de 3:1 dans le remplacement du volume sanguin perdu. Les inconvénients sont la quantité nécessaire importante si hyper-perméabilité capillaire et risque de désordre métabolique. Le normal salin (sérum physiologique) peut entrainer une acidose métabolique, à cause des chlorures (Cl−).
En second choix, les colloïdes comme l'albumine, la solution d'hydroxyéthylamidon ou solution de poly(o-2-hydroxyéthyl)amidon. Les avantages sont une augmentation de la pression colloïdale osmotique intravasculaire. Cela doit être administré dans un ratio de 1:1 dans le volume sanguin perdu. Les inconvénients sont qu'ils sont coûteux avec des effets secondaires à surveiller (réaction anaphylactique, insuffisance rénale, anomalie de l'hémostase).
Enfin il peut être nécessaire de transfuser selon l'hémoglobine du patient. Si inférieur à 7 g d'Hb/Dl ou PRN si Hb entre 7 et 10 G/Dl (selon antécédent et clinique du patient)[Quoi ?].